# السيرة العاشورية: الحرافيش (ج2) (مسلسل)
السيرة العاشورية: الحرافيش ج2 مسلسل من إنتاج عام 2005 من رواية الأديب العالمي الراحل نجيب محفوظ

## ملخص القصة
مسلسل تراثي تاريخي، يتناول مفهوم وشكل البطل الشعبي من خلال عرضه لسيرة "عاشور الناجي". يعرض المسلسل السيرة الذاتية للبطل الشعبي عاشور الناجي وأسرته، حيث يمثل رمزا للمبادئ والقيم والعدل والرحمة وإنصاف البسطاء

## فريق العمل

### بطولة
- هشام سليم: شمس الدين عاشور الناجي
- إلهام شاهين: فلة زوجة عاشور الناجي
- سامي عبد الحليم: المعلم دهشان
- علي عبد الرحيم: المعلم غسان
- فاروق نجيب: الشيخ محمود
- عبد الرحيم حسن
- عثمان محمد علي: الشيخ منصور
- رانيا يوسف: عجميه - زوجة شمس الدين الناجي
- عفاف حمدي
- عادل برهام: المعلم الخشاب
- أيمن عبد الرحمن
- ميمي جمال: أم عيوشا
- سامي مغاوري
- دينا نور
- محمد صلاح
- مها الشناوي: فاطمة

- ممدوح ياسين - محمود بشير - عصام شاهين- حمدي هيكل- محمد جبريل- رضا إدريس- هبة عبد الحكيم - محمد صلاح الدين - سامح بسيوني - نجاح حسن - سعيد عبد النعيم - أحمد عمار - موسى عباس - عمرو فريد - الزناتي حسن - عصام الغنام - ناجي عياد - ممدوح عبد الله- محمود جليفون- متولي علوان- مجدي شكري - محمد الشربيني

### إداريون
- قصة: نجيب محفوظ
- سيناريو و حوار: محسن زايد
- إخراج: خالد بهجت